# Kiesdistricten van Manilla
De kiesdistricten van Manilla (Engels: Legislative Districts of Manila), zijn de zes administratieve gebieden waarin de Filipijnse hoofdstad Manilla is ingedeeld ten behoeve van de verkiezingen voor het Filipijns Huis van Afgevaardigden. Elk van de zes kiesdistricten heeft een eigen vertegenwoordiger in het Huis van Afgevaardigden. Elke drie jaar kunnen de inwoners elk van deze districten een nieuwe vertegenwoordiger kiezen. Sinds de nieuwe Filipijnse Grondwet van 1987 kunnen dergelijke afgevaardigden slechts drie termijnen achtereen in het Huis worden gekozen.
In het verleden is de indeling van de kiesdistricten van Manilla diverse malen gewijzigd. Van 1907 tot 1949 kende Manilla twee kiesdistricten. Van 1949 tot 1972 was het gebied ingedeeld in vier districten en sinds 1987 kent de stad de huidige indeling van zes districten. Tussen 1972 en 1987 bestond het Filipijnse Huis van Afgevaardigden niet en werd de indeling in kiesdistricten derhalve ook niet gebruikt.

## 1e kiesdistrict

Het 1e kiesdistrict van Manilla (rood).

- Gebied: Tondo I (barangays: 1-146)
- Oppervlakte: 4,57 km²
- Bevolking (2007): 407.331

| Periode               | Afgevaardigde           |
| --------------------- | ----------------------- |
| 8e Congres 1987–1992  | Martin B. Isidro        |
| 9e Congres 1992–1995  | Martin B. Isidro        |
| 10e Congres 1995–1998 | Martin B. Isidro        |
| 11e Congres 1998–2001 | Ernesto A. Nieva        |
| 12e Congres 2001–2004 | Ernesto A. Nieva        |
| 13e Congres 2004–2007 | Ernesto A. Nieva        |
| 14e Congres 2007–2010 | Benjamin DR. Asilo      |
| 15e Congres 2010–2013 | Benjamin DR. Asilo      |
| 16e Congres 2013–2016 | Benjamin DR. Asilo      |
| 17e Congres 2016–2019 | Manny L. Lopez          |
| 18e Congres 2019–2022 | Manny L. Lopez          |
| 19e Congres 2022–2025 | Ernesto M. Dionisio jr. |

### 1907–1949
- Gebied: Binondo, Intramuros, San Nicolas, Tondo

| Periode                              | Afgevaardigde      |
| ------------------------------------ | ------------------ |
| 1e Filipijnse Legislatuur 1907–1909  | Dominador Gomez    |
| 1e Filipijnse Legislatuur 1907–1909  | Justo Lukban       |
| 2e Filipijnse Legislatuur 1909–1912  | Dominador Gomez    |
| 3e Filipijnse Legislatuur 1912–1916  | Isidoro de Santos  |
| 4e Filipijnse Legislatuur 1916–1919  | Antonio Montenegro |
| 5e Filipijnse Legislatuur 1919–1922  | Juan Nolasco       |
| 6e Filipijnse Legislatuur 1922–1925  | Gregorio Perfecto  |
| 7e Filipijnse Legislatuur 1925–1928  | Gregorio Perfecto  |
| 8e Filipijnse Legislatuur 1928–1931  | Francisco Varona   |
| 9e Filipijnse Legislatuur 1931–1934  | Francisco Varona   |
| 10e Filipijnse Legislatuur 1934–1935 | Francisco Varona   |
| 1st National Assembly 1935–1938      | Gregorio Perfecto  |
| 2nd National Assembly 1938–1941      | Gregorio Perfecto  |
| 3rd National Assembly 1941–1946      | Engracio Clemeña   |
| 1e Filipijns Congres 1946–1949       | Jose Topacio Nueno |

### 1949–1972
- Gebied: Tondo

| Periode                | Afgevaardigde      |
| ---------------------- | ------------------ |
| 2nd Congress 1949–1953 | Engracio Clemeña   |
| 3rd Congress 1953–1957 | Angel M. Costaño   |
| 4th Congress 1957–1961 | Salvador L. Mariño |
| 5th Congress 1961–1965 | Fidel S. Santiago  |
| 6th Congress 1965–1969 | Fidel S. Santiago  |
| 7th Congress 1969–1972 | Francisco G. Reyes |

## 2e kiesdistrict

Het 2e kiesdistrict van Manilla (rood).

- Gebied: Tondo II (Gagalangin; barangays: 147–267)
- Oppervlakte: 4,08 km²
- Inwoners (2007): 223.273

| Periode               | Afgevaardigde        |
| --------------------- | -------------------- |
| 8e Congres 1987–1992  | Jaime C. Lopez       |
| 9e Congres 1992–1995  | Jaime C. Lopez       |
| 10e Congres 1995–1998 | Jaime C. Lopez       |
| 11e Congres 1998–2001 | Nestor C. Ponce jr.  |
| 12e Congres 2001–2004 | Jaime C. Lopez       |
| 13e Congres 2004–2007 | Jaime C. Lopez       |
| 14e Congres 2007–2010 | Jaime C. Lopez       |
| 15e Congres 2010–2013 | Carlo V. Lopez       |
| 16e Congres 2013–2016 | Carlo V. Lopez       |
| 17e Congres 2016–2019 | Carlo V. Lopez       |
| 18e Congres 2019–2022 | Rolando M. Valeriano |
| 19e Congres 2022–2025 | Rolando M. Valeriano |

### 1907–1949
- Gebied: Ermita, Malate, Paco, Pandacan, Quiapo, Sampaloc, San Miguel, Santa Ana, Santa Cruz

| Periode                               | Afgevaardigde           |
| ------------------------------------- | ----------------------- |
| 1st Philippine Legislature 1907–1909  | Fernando María Guerrero |
| 2nd Philippine Legislature 1909–1912  | Jose Lukban             |
| 2nd Philippine Legislature 1909–1912  | Pablo Ocampo            |
| 3rd Philippine Legislature 1912–1916  | Luciano de la Rosa      |
| 4th Philippine Legislature 1916–1919  | Jose C. Generoso        |
| 5th Philippine Legislature 1919–1922  | Jose C. Generoso        |
| 6th Philippine Legislature 1922–1925  | Alfonso E. Mendoza      |
| 7th Philippine Legislature 1925–1928  | Alfonso E. Mendoza      |
| 8th Philippine Legislature 1928–1931  | Pedro Gil               |
| 9th Philippine Legislature 1931–1934  | Prudencio Remigio       |
| 10th Philippine Legislature 1934–1935 | Alfonso E. Mendoza      |
| 1st National Assembly 1935–1938       | Pedro Gil               |
| 2nd National Assembly 1938–1941       | Pedro Gil               |
| 3rd National Assembly 1941–1946       | Alfonso E. Mendoza      |
| 1st Congress 1946–1949                | Hermenegildo Atienza    |

### 1949–1972
- Gebied: Binondo, Quiapo, San Nicolas, Santa Cruz

| Periode                | Afgevaardigde                  |
| ---------------------- | ------------------------------ |
| 2nd Congress 1949–1953 | Arsenio H. Lacson              |
| 3rd Congress 1953–1957 | align=center\|Joaquin R. Roces |
| 4th Congress 1957–1961 | align=center\|Joaquin R. Roces |
| 5th Congress 1961–1965 | align=center\|Joaquin R. Roces |
| 6th Congress 1965–1969 | align=center\|Joaquin R. Roces |
| 7th Congress 1969–1972 | align=center\|Joaquin R. Roces |

## 3e kiesdistrict

Het 3e kiesdistrict van Manilla (rood).

- Gebied: Binondo, Quiapo, San Nicolas, Santa Cruz (barangays: 268–394)
- Oppervlakte: 6,24 km²
- Inwoners (2007): 197.242

| Periode               | Afgevaardigde          |
| --------------------- | ---------------------- |
| 8e Congres 1987–1992  | Leonardo B. Fugoso     |
| 9e Congres 1992–1995  | Leonardo B. Fugoso     |
| 10e Congres 1995–1998 | Leonardo B. Fugoso     |
| 11e Congres 1998–2001 | Harry C. Angping       |
| 12e Congres 2001–2004 | Harry C. Angping       |
| 13e Congres 2004–2007 | Miles Andres M. Roces  |
| 14e Congres 2007–2010 | Ma. Zenaida B. Angping |
| 15e Congres 2010–2013 | Ma. Zenaida B. Angping |
| 16e Congres 2013–2016 | Ma. Zenaida B. Angping |
| 17e Congres 2016–2019 | John Marvin C. Nieto   |
| 18e Congres 2019–2022 | John Marvin C. Nieto   |
| 19e Congres 2022–2025 | Joel R. Chua           |

### 1949–1972
- Gebied: Sampaloc, San Miguel

| Periode                | Afgevaardigde       |
| ---------------------- | ------------------- |
| 2nd Congress 1949–1953 | Arturo M. Tolentino |
| 3rd Congress 1953–1957 | Arturo M. Tolentino |
| 4th Congress 1957–1961 | Ramon D. Bagatsing  |
| 5th Congress 1961–1965 | Ramon D. Bagatsing  |
| 6th Congress 1965–1969 | Sergio H. Loyola    |
| 7th Congress 1969–1972 | Ramon D. Bagatsing  |

## 4e kiesdistrict

Het 4e kiesdistrict van Manilla (rood).

- Gebied: Sampaloc (barangays: 395–586)
- Oppervlakte: 5,14 km²
- Inwoners (2007): 255.613

| Periode               | Afgevaardigde               |
| --------------------- | --------------------------- |
| 8e Congres 1987–1992  | Ramon S. Bagatsing jr.      |
| 9e Congres 1992–1995  | Ramon S. Bagatsing jr.      |
| 10e Congres 1995–1998 | Ramon S. Bagatsing jr.      |
| 11e Congres 1998–2001 | Rodolfo C. Bacani           |
| 12e Congres 2001–2004 | Rodolfo C. Bacani           |
| 13e Congres 2004–2007 | Rodolfo C. Bacani           |
| 14e Congres 2007–2010 | Ma. Theresa B. Bonoan-David |
| 15e Congres 2010–2013 | Ma. Theresa B. Bonoan-David |
| 16e Congres 2013–2016 | Ma. Theresa B. Bonoan-David |
| 17e Congres 2016–2019 | Edward V.P. Maceda          |
| 18e Congres 2016–2019 | Edward V.P. Maceda          |
| 19e Congres 2016–2019 | Edward V.P. Maceda          |

### 1949–1972
- Gebied: Ermita, Intramuros, Malate, Paco, Pandacan, Port Area, Santa Ana

| Periode                | Afgevaardigde         |
| ---------------------- | --------------------- |
| 2nd Congress 1949–1953 | Gavino Viola Fernando |
| 3rd Congress 1953–1957 | Augusto S. Francisco  |
| 4th Congress 1957–1961 | Augusto S. Francisco  |
| 5th Congress 1961–1965 | Justo Albert          |
| 6th Congress 1965–1969 | Pablo V. Ocampo       |
| 7th Congress 1969–1972 | Pablo V. Ocampo       |

## 5e kiesdistrict

Het 5e kiesdistrict van Manilla (rood).

- Gebied: Ermita, Malate, Paco (met uitzondering van Zone 90), Port Area, Intramuros, San Andres Bukid (barangays: 649–828)
- Oppervlakte: 11.56 km²
- Inwoners (2007): 315.961

| Periode               | Afgevaardigde          |
| --------------------- | ---------------------- |
| 8e Congres 1987–1992  | Amado S. Bagatsing     |
| 9e Congres 1992–1995  | Amado S. Bagatsing     |
| 10e Congres 1995–1998 | Amado S. Bagatsing     |
| 11e Congres 1998–2001 | Joey D. Hizon          |
| 12e Congres 2001–2004 | Joey D. Hizon          |
| 13e Congres 2004–2007 | Joey D. Hizon          |
| 14e Congres 2007–2010 | Amado S. Bagatsing     |
| 15e Congres 2010–2013 | Amado S. Bagatsing     |
| 16e Congres 2010–2013 | Amado S. Bagatsing     |
| 17e Congres 2016–2019 | Cristal L. Bagatsing   |
| 18e Congres 2019–2022 | Cristal L. Bagatsing   |
| 19e Congres 2022–2025 | William Irwin C. Tieng |

## 6e kiesdistrict

Het 6e kiesdistrict van Manilla (rood).

- Gebied: Paco (Zone 90), Pandacan, San Miguel, Santa Ana, Santa Mesa (barangays: 587–648, 829–905)
- Oppervlakte: 7,79 km²
- Inwoners (2007): 261.294

| Periode               | Afgevaardigde            |
| --------------------- | ------------------------ |
| 8e Congres 1987–1992  | Pablo V. Ocampo jr.      |
| 9e Congres 1992–1995  | Rosenda Ann M. Ocampo    |
| 10e Congres 1995–1998 | Rosenda Ann M. Ocampo    |
| 11e Congres 1998–2001 | Rosenda Ann M. Ocampo    |
| 12e Congres 2001–2004 | Mark Jimenez             |
| 13e Congres 2004–2007 | Bienvenido M. Abante jr. |
| 14e Congres 2007–2010 | Bienvenido M. Abante jr. |
| 15e Congres 2010–2013 | Rosenda Ann M. Ocampo    |
| 16e Congres 2013–2016 | Rosenda Ann M. Ocampo    |
| 17e Congres 2016–2019 | Rosenda Ann M. Ocampo    |
| 18e Congres 2019–2022 | Bienvenido M. Abante jr. |
| 19e Congres 2022–2025 | Bienvenido M. Abante jr. |